# Монастырь Николая Чудотворца «Кошачьего»
Монастырь Николая Чудотворца «Кошачьего» (греч. Ιερά Μονή Αγίου Νικόλαου των Γάτων) — женский монастырь Лимасольской митрополии Кипрской православной церкви во имя святителя Николая Чудотворца. Расположен на полуострове Акротири на острове Кипр, к югу от озера Лимасол, на территории английской военной базы Акротири в заморской территории Акротири и Декелия Великобритании.

## Архитектура

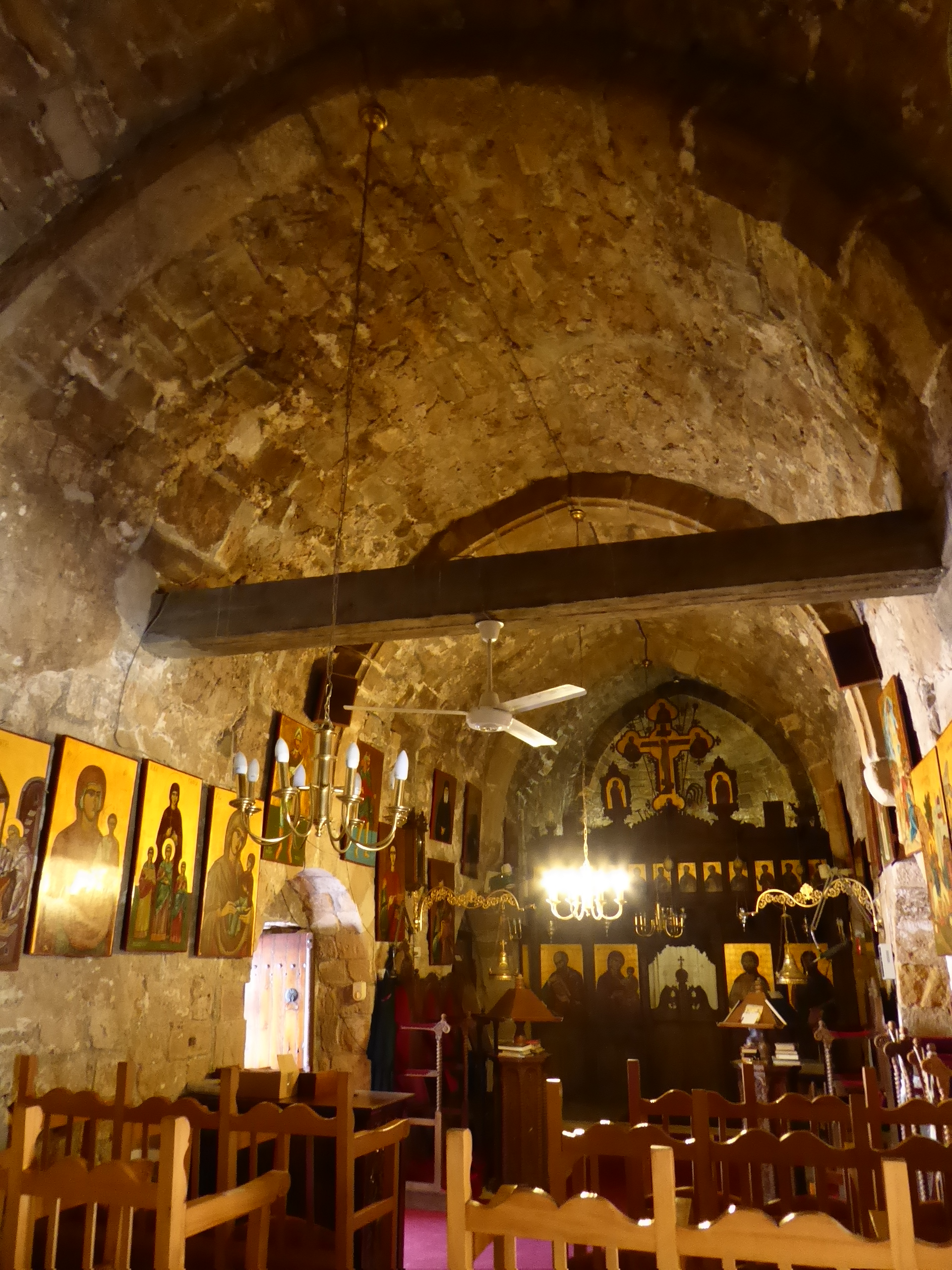
Иконостас

Монастырь на протяжении долгого времени был мужским и служил убежищем для монахов, которых преследовали византийские императоры-иконоборцы. Монастырь состоит из церкви на северной стороне и крыла на восточной стороне. Их соединяет сводчатая ризница церкви и ряд келий, больших залов и складов на западной стороне церкви. Западное крыло, в котором, вероятно, находились кельи, построенные митрополитом Китийским Макарием I (Μακάριος Α΄, 1737—1776) в XVIII веке, было снесено. Долгое время сохранялся фундамент зданий, но в настоящее время он полностью разрушен. Два крыла монастыря сообщались с портиком, примыкающим к южной стороне церкви.

## История

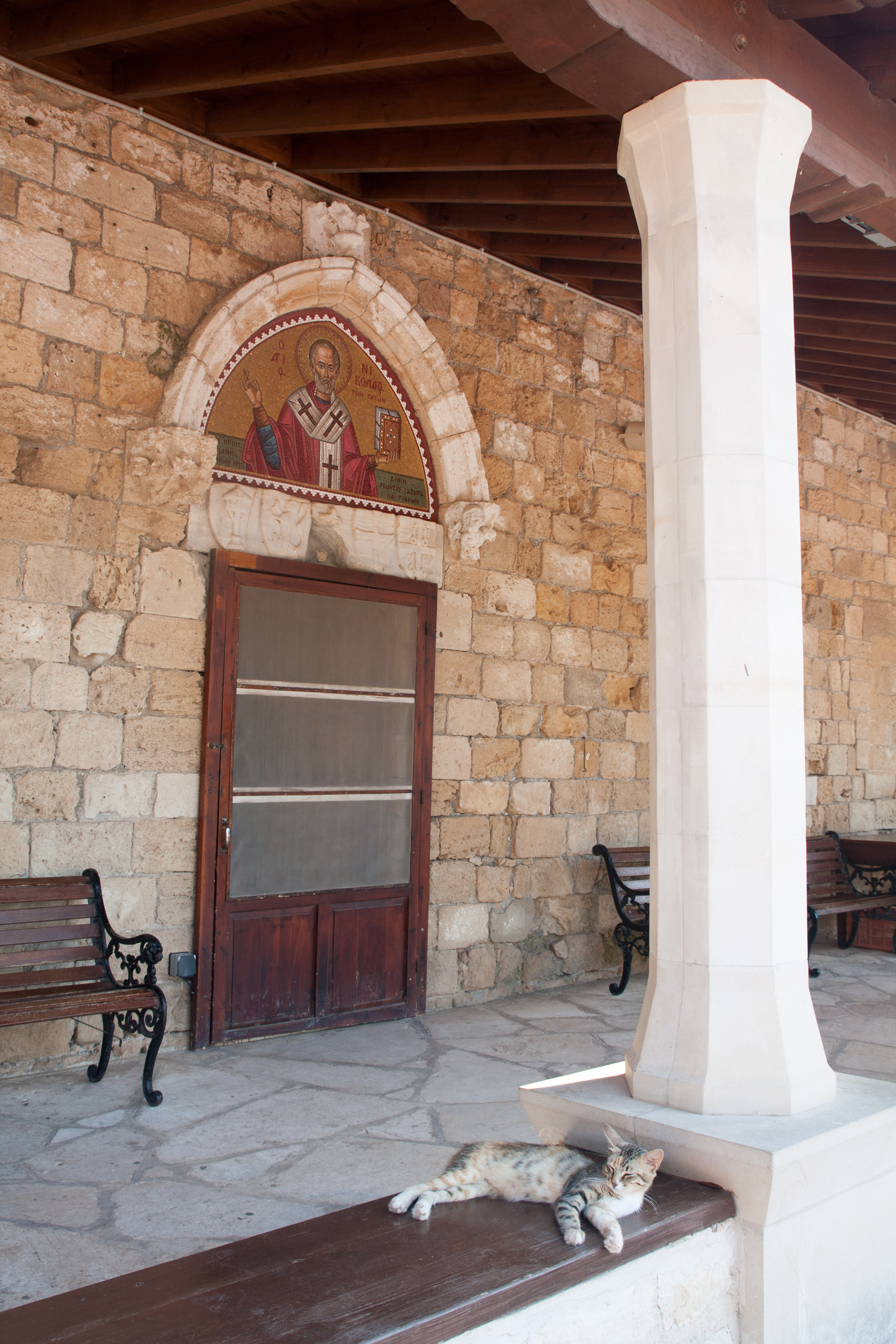
Внутренний двор

Легенда гласит, что византийская императрица Елена Равноапостольная (Айя Элени) останавливалась на Кипре на обратном пути из Иерусалима. Она основала монастырь и оставила там часть Святого Креста. Вследствие того, что на острове было большое количества змей, заселивших остров во время засухи, по её приказу из Александрии специально был направлен корабль, полный кошек. С тех пор бухта, в которую заходило судно, зовётся Кошачьей. По другой легенде, в IV веке губернатор Калокайрос, посланник императора Константина, имея ту же цель — истребить змей на Кипре, поставил монахам условие: содержать в монастыре не менее 100 кошек, которым они должны были давать мясо. После османского завоевания монастырь опустел, и кошки начали бродить по всему Кипру — до сих пор на острове большое количество кошек.
Монастырь был разрушен землетрясением в XVI веке. С 80-х годов XVI века монастырь находился в запустении, а после восстановления функционировал до 1570 года — до завоевания Кипра османами. В 1570 году турки истребили монахов. Он был перестроен в XVIII веке и вновь заброшен век спустя. Митрополит Китийский Макарий I восстановил монастырь Николая Чудотворца «Кошачьего». Митрополит Китийский Мелетий III (Модинос) (1846—1864) передал доходы монастыря Николая Чудотворца «Кошачьего» для финансирования школ Лимасола. Митрополит Китийский Кирилл II (Пападопулос) (1893—1909) вернул в собственность митрополии лесные массивы, ранее принадлежащие монастырю Николая Чудотворца «Кошачьего». В 1983 году при архиепископе Хризостоме I монастырь был возрождён как женский при активном участии сестёр из монастыря Георгия Аламана, и в нём возобновлена древняя традиция содержания и кормления кошек. Внутри церкви сохранились остатки старых фресок и чудотворная икона Святого Николая. С 1983 года и по сегодняшний день здесь живут четыре монахини, которые до сих пор заботятся о большом количестве живущих там кошек.
Иногда люди, как местные жители, так и туристы, пользуясь случаем, привозят в монастырь кошек, от которых хотят избавиться. Содержание и уход за кошками требует времени и внимания, к тому же это дорого — прокормить большое количество животных. «Мы хотели бы повторить наш призыв к людям, которые спешат привезти в монастырь нежелательных кошек, чтобы они подумали и о нас», — говорит одна из монахинь.